# Blaise Moussa
 (août 2024).
Si vous disposez d'ouvrages ou d'articles de référence ou si vous connaissez des sites web de qualité traitant du thème abordé ici, merci de compléter l'article en donnant les références utiles à sa vérifiabilité et en les liant à la section « Notes et références ».
Blaise Moussa, né le 21 mai 1974 à Bétaré-Oya dans la région de l'Est, est un haut fonctionnaire  et homme politique camerounais.
Ancien Directeur des Affaires Générales au Ministère de la Fonction Publique et de la Réforme Administrative, il est le Directeur Général de la Cameroon Water Utilities Corporation, poste qu'il occupe depuis le Ier octobre 2022 .

## Études
Pour ses études primaires, ses parents l’inscrivent à l’école publique de la ville minière de Bétaré-Oya, dans la  Région de l'Est du Cameroun et plus tard au collège. Avant de prendre le chemin de la capitale régionale  plus loin, à quelques 250 kilomètres de là,  Bertoua, où il passe trois années au Lycée classique de la ville et obtient son Baccalauréat D.
Il poursuit ses études universitaires à l’université de Yaoundé II où il obtient une Licence en sciences de gestion option finances en 2002. Il entre à l'École nationale d'administration et de magistrature (ENAM) et sort Inspecteur des Régies Financières (Impôt) en juin 2005 .
Il est titulaire d'un Diplôme d'études supérieures spécialisées en Administration Fiscale de l'Université de Douala et d'un Master en Sciences financières de l'Université de Lyon / Université catholique d'Afrique centrale. En décembre 2023, il soutient une thèse de Doctorat  en Droit Fiscal à l'Université de Douala  sous le thème «la stratégie juridique de prise en charge de l’évasion fiscale en zone Cemac» .

## Parcours professionnel
En juillet 2005 il commence sa carrière comme Inspecteur-Gestionnaire, au Centre des Impôts des Moyennes Entreprises du Littoral à Douala. Par la suite, en mars 2008, Inspecteur-Vérificateur au Cellule du contrôle fiscal de la Division des Grandes Entreprises, poste qu'il occupera jusqu'en août 2010. Après, de août 2010 à décembre 2015 il sera successivement Directeur de l'Administration et des Finances et Directeur de Qualité et Audit Interne à l'Agence des Normes et de la Qualité.
En décembre 2015, à la suite d'un appel à candidatures, Blaise Moussa est désigné Secrétaire Général de la Fédération camerounaise de football . A ce poste, il fera partie du Staff de l’Équipe du Cameroun de football  vainqueur de la Coupe d'Afrique des nations de football 2017. Cette expérience s’achèvera toutefois prématurément et dans une certaine confusion, lorsque la Fédération internationale de Football (FIFA) décidera de la mise en place d'un comité de normalisation au sein de la Fédération Internationale de Football Association (FIFA) .
En mars 2019, il accèdera au poste de Directeur des Affaires Générales au 
Ministère de la Fonction publique et de la Réforme administrative . Durant ce séjour, il représente le MINFOPRA au Centre de formation douanière de Mbankomo, au Conseil d’administration de l’Université de Ngaoundéré, à l’École nationale des eaux et forêts de Mbalmayo, au Comité interministériel sur la décentralisation, ainsi qu’au Comité interministériel chargé de l’assistance, du suivi et du contrôle du projet de mise en œuvre d’un nouveau Système informatique de gestion intégrée des Personnels de l’Etat et de la Solde (SIGIPES).
D'avril 2019 jusqu'en octobre 2022, il occupe le poste de Président du Conseil d'Administration de la Société National des Mines (SONAMINE) .
Il est nommé Directeur Général de la  Cameroon Water Utilities Corporation (CAMWATER) au terme d’un Conseil d’administration Extraordinaire tenue à Douala le 30 septembre 2022
Quelques mois après son arrivée à la tête de la CAMWATER, il a été porté au poste de Vice-Président de l'Association Africaine de l’Eau et de l’Assainissement (AAEA) pour l’Afrique Centrale et confirmé à cette position en février 2023 au cours du 21ème Congrès de l’AAEA qui s’est tenu à Abidjan en Côte d’Ivoire 

## Carrière Politique
Blaise Moussa est un militant du Rassemblement Démocratique du Peuple Camerounais, parti politique fondé par Paul Biya et membre du Conseil régional de la Région de l'Est (Cameroun) depuis  décembre 2020 .

## Distinctions
- Chevalier de l’Ordre National de la Valeur